# Louis de Bussy d’Amboise

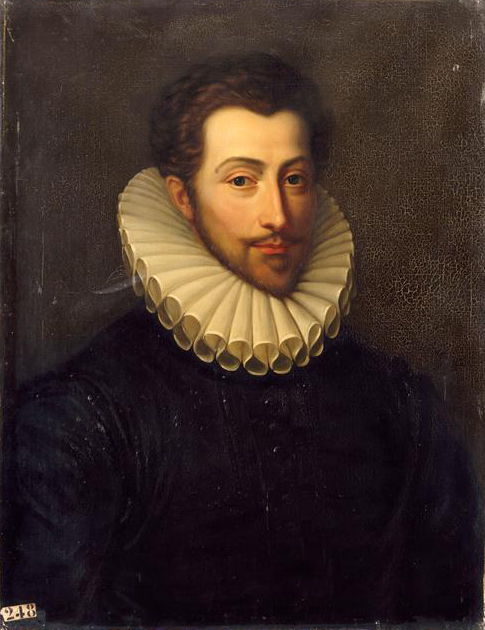

Ludwik de Clermont d’Amboise, seigneur de Bussy zwany Bussy d'Amboise (ur. 1549, zm. 1579)  – szlachcic francuski, sławny pojedynkowicz na dworze króla Henryka III, faworyt Franciszka d’Alençon, brata królewskiego, kochanek królowej Małgorzaty Walezjuszki.

## Życiorys
Ludwik był synem Jacques’a de Clermont d’Amboise, pana na Bussy, et de Catherine de Beauvau. Podczas nocy św. Bartłomieja (1572) zabił swego kuzyna, hugenotę, Antoine’a de Clermont, markiza de Reynel. Początkowo należał do mignonów Henryka Walezego. Towarzyszył przyszłemu królowi Polski w podróży koronacyjnej do Krakowa. Pod Frankfurtem przeżył niebezpieczną przygodę. Próbował zgwałcić niemiecką wieśniaczkę. Na jej krzyki zbiegła się cała wieś i Bussy cudem uniknął śmierci z rąk wzburzonego tłumu. Został jednak dotkliwie pobity i aresztowany. Jedynie interwencji Ludwika Nassauskiego zawdzięczał odzyskanie wolności. Po tej przygodzie powrócił do Francji i przeszedł na służbę młodszego brata Henryka, Franciszka d’Alençon.
Wiosną 1575 roku po przybyciu dworu królewskiego z Lyonu poznał, siostrę króla Małgorzatę i został jej kochankiem. Król i jego faworyt du Gast oskarżyli Małgorzatę przed mężem, a gdy to nie przyniosło rezultatu, próbowali oskarżyć ją przed matką, Katarzyną Medycejską o romans z de Bussy’m, ale królowa-matka zignorowała tę intrygę. Wobec niepowodzenia tych planów du Gast zastawił pułapkę na Bussy’ego powracającego nocą do swej kwatery w towarzystwie kilkunastu kompanów. Kilkukrotnie większy oddział otoczył powracających i wypalił do nich z arkebuzów. Zginął tylko jeden z towarzyszy Bussy’ego, noszący, jak i sam Bussy, zranione ramię na temblaku z szala. Samemu de Bussy’emu nic się nie stało, choć początkowo rozeszła się pogłoska, że zginął.
15 września 1575 roku strzeżonemu pilnie Franciszkowi udało się zbiec z Luwru w przebraniu kobiecym. Pod Paryżem czekał na niego Bussy na czele pięćdziesięciu zbrojnych. W następnych miesiącach książę stanął na czele opozycji hugenockiej, co w maju następnego roku doprowadziło do zawarcia Pokoju księcia pana, w wyniku którego w zamian za porzucenie swych stronników Franciszek został ogłoszony księciem Andegawenii. Bussy został przez niego mianowany zarządcą jego dóbr w Angers.
Po powrocie Franciszka z oblężenia hugenockiego Issoire i ponownym zamknięciu księcia pod strażą, jesienią 1577 roku, doszło do zaognienia stosunków pomiędzy dowodzonymi przez Bussy’ego faworytami Franciszka, a mignonami króla, na czele których po śmierci du Gasta stanął Quelus. Po dwumiesięcznym okresie znoszenia zaczepek i nieustannych starć 10 stycznia 1578 roku Bussy wtargnął na czele trzystu uzbrojonych awanturników do siedziby faworytów królewskich i wyzwał ich do rozstrzygnięcia sporu w walce na śmierć i życie. Zbrojnej konfrontacji zapobiegła wówczas interwencja króla. Kilka dni później de Quelus na czele kilku dworzan królewskich wdarł się do siedziby przeciwnika i zabił jednego z najbliższych przyjaciół de Bussy’ego. Kulminacją konfliktu stało się znieważenie Franciszka przez mignonów królewskich podczas wesela jednego z nich Saint-Luca. Książę postanowił wyjechać z Paryża, jednak w nocy został aresztowany przez straż królewską. Kilka dni później spuścił się po linie ze swego apartamentu i udał się do wyłomu w murze, przy którym czekał na niego de Bussy. Uciekinierzy bez przeszkód dotarli do Angers.
Mediacja pomiędzy synami Katarzyny Medycejskiej spaliła na panewce. Franciszek wyruszył na wyprawę do Niderlandów, na czele wojska, które od dłuższego czasu przygotowywał Bussy. Wyniki działań wojennych okazały się jednak mizerne, świta księcia wróciła rozdrażniona. Bussy dał upust swoim odczuciom i pokłócił się z innym szlachcicem w służbie księcia. Ku niezadowoleniu Franciszka sprzeczka doprowadziła do pojedynku, w którym Bussy zabił przeciwnika. Książę udzielił nagany dawnemu ulubieńcowi. Ten z kolei pozwolił sobie na obraźliwą podobno drwinę z postury księcia, co do której książę był bardzo drażliwy. W odwecie Franciszek zdradził swego wieloletniego przyjaciela przed Henrykiem III pokazując mu list, w którym Bussy przechwalał się swoją niedawną zdobyczą, żoną wielkiego łowczego, Charlesa de Chambes, hrabiego Montsoreau. Król usłużnie przekazał tę wiadomość zdradzonemu mężowi, który stanął nad żoną ze sztyletem w dłoni, grożąc, że poderżnie jej gardło, jeśli nie pomoże mu w zemście nad gachem. Zaszantażowana Françoise de Maridor, wysłała do de Bussy’ego liścik zapraszający go na schadzkę w zamku de La Coutancière. 19 sierpnia 1579 roku wieczorem Bussy przybył na umówione miejsce i zastał rozwścieczonego męża i grupę żądnej krwi miejscowej szlachty. Natychmiast rzucił się na nich i położył wielu napastników, nim został rozsiekany rapierami przeciwników.

## Bussy d’Amboise w kulturze
Postać Bussy’ego d’Amboise wprowadził do literatury po raz pierwszy George Chapman w swojej tragedii Bussy d’Ambois (1607). Protegowanego księcia d’Anjou uczynił również głównym bohaterem swej powieści Alexandre Dumas w wydanej w 1846 roku Pani de Monsoreau.
W XX wieku Bussy d’Amboise wielokrotnie pojawiał się na ekranie w kolejnych ekranizacjach powieści Dumasa z 1913, 1923, 1971, 1997 i 2008 roku.